# دادوستد در فقه اسلامی
دادوستد در فقه اسلامی
در اسلام تجارت نیز مثل اعمال دیگر به پنج نوع تقسیم می‌شود:
واجب: مانند تجارتی که شخص برای تأمین مخارج خودوخانواده‌اش انجام می‌دهد. یا دادو ستدی که ترک آن، خطر اقتصادیبرای مسلمانان پدیدمی‌آورد.
مستحب: مانند تجارتی که برای جامعه مفید است.
مباح: مانند معاملاتی که نه موجب زیان فرد یا جامعه‌است، نه مورد احتیاج آنها.
مکروه: مانند صرافی، کفن فروشی و ذبح حیوانات در صورتیکه شغل دائم باشد.
حرام: مانند خرید و فروش مواد مخدر، مشروبات الکلی، ربا، نوارهای موسیقی مستهجن و آنچه موجب ضعف یا سقوط اسلام ومسلمانان شود.